# Nickelblödite
La nickelblödite è un minerale appartenente al gruppo della blödite. 
La nickelblödite è un minerale solfato raro, la cui formula chimica è Na₂Ni(SO₄)₂·4H₂O. Questo minerale è stato scoperto nelle miniere di nichel di Carr Boyd Rocks e Kambalda, situate nell'Australia Occidentale. La nickelblödite è l'analogo nichelifero della blödite, condividendo caratteristiche chimiche simili con altri minerali del gruppo, come changoite, cobaltoblödite e manganoblödite.

## Abito cristallino
La nickelblödite cristallizza nel sistema monoclino, presentando una simmetria prismatica con gruppo spaziale P2₁/a. I parametri della cella unitaria sono: a = 10,87 Å, b = 8,07 Å, c = 5,46 Å, con un angolo β di 100,43°, e contiene due unità formula per cella (Z=2). I cristalli si manifestano tipicamente come cristalliti piatti, con dimensioni che possono raggiungere i 150 micrometri. Spesso, questi cristalli presentano forme arrotondate, probabilmente a causa di processi di dissoluzione, e possono apparire come efflorescenze sulla superficie delle rocce.